# Thomas Bate
Thomas Bate là một cầu thủ bóng đá người Anh thi đấu ở Football League cho Blackpool, câu lạc bộ duy nhất ông được biết đến. Ông có 24 lần ra sân, ghi một bàn thắng ở mùa giải 1905–06.